# Bernac (Charente)
Bernac és un municipi francès situat al departament del Charente i a la regió de la Nova Aquitània. L'any 2007 tenia 414 habitants.

## Demografia

### Població
El 2007 la població de fet de Bernac era de 414 persones. Hi havia 173 famílies de les quals 43 eren unipersonals (11 homes vivint sols i 32 dones vivint soles), 54 parelles sense fills, 65 parelles amb fills i 11 famílies monoparentals amb fills.
La població ha evolucionat segons el següent gràfic:
Habitants censats

### Habitatges
El 2007 hi havia 193 habitatges, 172 eren l'habitatge principal de la família, 10 eren segones residències i 10 estaven desocupats. 191 eren cases i 1 era un apartament. Dels 172 habitatges principals, 138 estaven ocupats pels seus propietaris, 32 estaven llogats i ocupats pels llogaters i 3 estaven cedits a títol gratuït; 1 tenia una cambra, 4 en tenien dues, 19 en tenien tres, 53 en tenien quatre i 96 en tenien cinc o més. 136 habitatges disposaven pel capbaix d'una plaça de pàrquing. A 67 habitatges hi havia un automòbil i a 96 n'hi havia dos o més.

### Piràmide de població
La piràmide de població per edats i sexe el 2009 era:
| Homes | Edats   | Dones |
| ----- | ------- | ----- |
| 0     | 95 o +  | 0     |
| 0     | 90 a 94 | 0     |
| 0     | 85 a 89 | 0     |
| 0     | 80 a 84 | 0     |
| 4     | 75 a 79 | 8     |
| 16    | 70 a 74 | 8     |
| 12    | 65 a 69 | 12    |
| 8     | 60 a 64 | 8     |
| 4     | 55 a 59 | 8     |
| 12    | 50 a 54 | 8     |
| 24    | 45 a 49 | 24    |
| 8     | 40 a 44 | 24    |
| 28    | 35 a 39 | 12    |
| 28    | 30 a 34 | 8     |
| 12    | 25 a 29 | 24    |
| 8     | 20 a 24 | 8     |
| 12    | 15 a 19 | 8     |
| 4     | 10 a 14 | 4     |
| 20    | 5 a 9   | 12    |
| 20    | 0 a 4   | 12    |

## Economia
El 2007 la població en edat de treballar era de 266 persones, 199 eren actives i 67 eren inactives. De les 199 persones actives 179 estaven ocupades (95 homes i 84 dones) i 20 estaven aturades (8 homes i 12 dones). De les 67 persones inactives 35 estaven jubilades, 14 estaven estudiant i 18 estaven classificades com a «altres inactius».

### Ingressos
El 2009 a Bernac hi havia 191 unitats fiscals que integraven 468 persones, la mediana anual d'ingressos fiscals per persona era de 16.279 €.

### Activitats econòmiques
Dels 12 establiments que hi havia el 2007, 1 era d'una empresa de fabricació d'altres productes industrials, 4 d'empreses de construcció, 5 d'empreses de comerç i reparació d'automòbils, 1 d'una empresa de transport i 1 d'una empresa de serveis.
Dels 4 establiments de servei als particulars que hi havia el 2009, 1 era un paleta, 1 guixaire pintor i 2 lampisteries.
L'any 2000 a Bernac hi havia 9 explotacions agrícoles que ocupaven un total de 648 hectàrees.

## Equipaments sanitaris i escolars
El 2009 hi havia una escola maternal integrada dins d'un grup escolar amb les comunes properes formant una escola dispersa.

## Poblacions més properes
El següent diagrama mostra les poblacions més properes.